# أوستين ويلسون
أوستين ويلسون (بالإنجليزية: Austin Wilson)‏ هو لاعب كرة قاعدة أمريكي، ولد في 7 فبراير 1992 في لوس أنجلوس في الولايات المتحدة.

## وصلات خارجية
- أوستين ويلسون على موقعبيزبول رفرنس.كوم (الدوري الثانوي) (الإنجليزية)